# Franziska Dosenbach
Franziska Dosenbach (* 19. Oktober 1832 als Anna Maria Francisca Buchmann in Kleinwangen; † 21. Februar 1917 in Bremgarten) war eine Schweizer Unternehmerin. Sie gründete das Schuhhaus Dosenbach. 

## Leben
Franziska Buchmann wurde in Kleinwangen geboren, wuchs nach dem frühen Tod ihres Vaters aber im aargauischen Bremgarten bei ihrem Stiefvater auf. Im Töchterinstitut von Lisette Ruepp in Sarmenstorf wurde sie unter anderem in Haushaltsführung, Französisch, Musik und Strohflechterei unterrichtet.
1853 heiratete sie den Sattlermeister Kaspar Dosenbach, mit dem sie zwischen 1858 und 1872 dreizehn Kinder hatte. 1877 starb Kaspar Dosenbach innerhalb weniger Tage an einer Lungenentzündung. 1883 heiratete Franziska Dosenbach den ehemaligen Schweizergarde-Offizier und Hoteldirektor Louis Wohler, der sie schon vor ihrer Heirat mit Kaspar Dosenbach umworben hatte. Er übernahm fortan die Buchführung in ihrem Unternehmen.

## Geschäftstätigkeit
Erste Arbeitserfahrungen sammelte Franziska Dosenbach in der Wohler Strohindustrie als Ferggerin. Nach ihrer Heirat arbeitete sie im Sattlergeschäft ihres Mannes mit. Wenn er im Winter auf Stör war, führte sie das Geschäft.
1865 begann Franziska Dosenbach, fabrikgefertigte Schuhe einzukaufen und sie zuerst in ihrem Sattlergeschäft in Bremgarten und ab 1870 auf grossen Messen und Märkten anzubieten. Diese Schuhe waren preiswerter als die damals üblichen massgefertigten Schuhe und trotzdem von guter Qualität. Ihre Ware stammte anfangs vor allem aus Deutschland und Frankreich, mit der Zeit aber auch von Schweizer Anbietern wie Bally und selbständigen Schuhmachern, die ihr ihre Wochenproduktion lieferten.
Nach dem Tod ihres Mannes verkaufte Franziska Dosenbach das Sattlergeschäft und konzentrierte sich, unterstützt von ihren Kindern Robert, Josefine und Johanna, auf den Schuhhandel. Anfangs verkaufte sie daneben auch noch Reisekoffer und Tornister. Ihre erste Filiale eröffnete sie 1878 in Baden, 1880 folgte eine Filiale in Zürich an der Ecke Oetenbachgasse/Rennweg im damals erst aufstrebenden Bahnhofsviertel, die von ihrer ältesten Tochter Johanna geführt wurde. Die Zürcher Filialgründung stand im Zusammenhang mit der Aufhebung der Zürcher Messen und Wochenmärkte.
Um die verschiedenen Filialen beliefern zu können, wurde 1890 in Bremgarten an der Zürcherstrasse ein Lagerhaus gebaut.
1915, zwei Jahre vor ihrem Tod, hatte sie etwa 100 Angestellte.